# Michael Jackson's Thriller
Michael Jackson's Thriller es un cortometraje de catorce minutos dirigido por John Landis, que a la vez funciona como video musical de la canción «Thriller», uno de los sencillos del álbum Thriller de Michael Jackson. Estrenado en MTV el 2 de diciembre de 1983, tiene como protagonistas a Jackson y Ola Ray, quienes al principio interpretan a adolescentes en una película de terror de clase B (es decir, un «filme dentro del filme») y luego a una pareja en tiempos modernos que es acorralada por una horda de zombis.
Este cortometraje se hizo en parte para devolver el álbum de Jackson al máximo puesto de las listas de ventas, luego de sencillos exitosos como «Billie Jean» y «Beat It». El cantante se puso en contacto con Landis en 1983, con la intención de hacer un videoclip en el que se transformara en un monstruo parecido al de la película An American Werewolf in London (1981). Cuando CBS Records se negó a financiar el proyecto completo (en vista de que ya se habían vendido millones de copias de Thriller), Landis y el productor George Folsey Jr. dependieron de tratos con terceros para terminar de costearlo. De esto surgió el documental Making Michael Jackson's Thriller, que detalla la realización del cortometraje y se vendió por adelantado a los canales MTV y Showtime. Existen reportes contradictorios sobre cuánto fue el costo final: entre 800 000 y 1.1 millones USD, pero el director asegura que fue de 500 000. Aun así, se trata del video musical más caro hecho hasta ese entonces. La filmación se llevó a cabo en Los Ángeles e involucró a un grupo de bailarines que acompañó a Jackson en una coreografía creada con ayuda del coreógrafo Michael Peters, mientras que el maquillaje y los efectos especiales estuvieron a cargo del artista Rick Baker.
El video ayudó a convertir a Thriller en el álbum más vendido de todos los tiempos y cimentó aún más el estatus de Jackson como una figura dominante en el mundo de la música. No obstante, su estilo ligado al cine de terror clásico no estuvo exento de críticas; tras haber sido amenazado con su expulsión de los Testigos de Jehová por supuestamente promover la demonología, el cantante tuvo que agregar un descargo de responsabilidad con el que afirma que Michael Jackson's Thriller no respalda una creencia en el ocultismo. Con el paso del tiempo, varios elementos del cortometraje han tenido un impacto duradero en la cultura popular, incluido el baile de los zombis (que ha sido imitado alrededor del mundo y se popularizó en YouTube) y la chaqueta de cuero roja diseñada por Deborah Nadoolman para el vestuario de Jackson.
En 2009, Michael Jackson's Thriller fue añadido al Registro Nacional de Cine de la Biblioteca del Congreso de Estados Unidos por ser culturalmente significativo. Como video musical también fue revolucionario, por haber elevado los estándares de producción de este medio audiovisual, mientras que también ha sido catalogado como uno de los mejores videoclips de todos los tiempos.

## Sinopsis
Ambientado en los años 1950, el cortometraje inicia con un chico llamado Michael y su pareja (Ola Ray), quienes de noche se quedan sin gasolina cerca de un bosque. Mientras van a pie, Michael le pregunta si quiere ser su novia formal. Luego de que ella acepta, él le advierte que es diferente a los otros chicos. Enseguida aparece la luna llena y Michael se transforma en un hombre gato. Su novia grita y huye despavorida, pero la criatura la alcanza, la derriba y se acerca a ella con sus largas garras.
En ese instante, la ambietación cambia a tiempos más modernos y la misma pareja está viendo la escena anterior en una sala de cine. La chica, asustada, abandona el lugar y Michael la sigue para decirle que solo se trata de una película. En la oscuridad de la noche, ambos caminan por la calle y él comienza a cantar los versos de «Thriller», mientras ella parece deleitada. Continúan andando y pasan por un cementerio lleno de niebla, donde los zombis comienzan a salir de sus tumbas.
Cuando la canción se detiene, los zombis rodean a la pareja y convierten a Michael en uno de ellos. Luego comienzan a bailar y la chica corre para refugiarse en una casa abandonada. Los zombis van tras ella y se hacen paso violentamente a través de las puertas, las ventanas y el suelo de madera. Justo antes de ser atrapada, la chica despierta y se da cuenta de que todo era una pesadilla. Michael la tranquiliza con una sonrisa y se ofrece para llevarla a casa. El cortometraje termina con él volteando hacia la cámara, sonriendo y dejando ver sus ojos amarillos de felino, mientras se oyen las carcajadas de Vincent Price.

## Elementos temáticos

Vincent Price (1959) narra el despertar de los muertos en la canción «Thriller».

El cortometraje hace varias alusiones a elementos clásicos del cine de terror. Por ejemplo, la escena de apertura parodia las películas clase B de este género, con Michael Jackson y Ola Ray vestidos como adolescentes de los años 1950. La metamorfosis que Jackson sufre (de educado «chico de al lado» a un feroz hombre gato) puede interpretarse como una representación de la sexualidad masculina, de naturaleza bestial, depredadora y agresiva.
Al mismo tiempo, la transformación del chico representa la llegada a una edad más desarrollada (o en inglés, un «coming-of-age»), como lo comenta el director John Landis: «En la adolescencia, a los jóvenes les empieza a crecer vello en lugares inesperados, y partes de su anatomía se hinchan y crecen. Todos experimentan estas transformaciones físicas en sus cuerpos, además de pensamientos sexuales que antes eran desconocidos en sus mentes».
El actor Vincent Price tiene una sección en «Thriller» donde narra que los muertos reviven a medianoche en busca de sangre («The midnight hour is close at hand. Creatures crawl in search of blood») y amenazan con los sabuesos del infierno a quien no quiera rendirse a ellos («Whosoever shall be found, without the soul for getting down, must stand and face the hounds of hell»). Además, la secuencia coreografiada de los zombis parece aludir a la parte de la letra que menciona un baile de máscaras compuesto por muertos vivientes («Night creatures call, and the dead start to walk in their masquerade»).
El maquillaje de Jackson le da una «palidez fantasmal» a su piel y enfatiza el contorno de su cráneo, una alusión a la máscara del Fantasma de la ópera de 1925. Para Peter Dendle, la escena de la invasión zombi parece inspirada en el filme Night of The Living Dead (1968), además de que transmite sentimientos de claustrofobia e impotencia. Kobena Mercer observa que los personajes existen a un nivel metatextual, ya que el de Ola Ray es consciente del horror que sufre su contraparte del «filme dentro del filme» y olvida que solo se trata de una película, de manera que también representa a la persona que mira el cortometraje. La realidad de este personaje es confusa al final, puesto que, al despertar, su compañero tiene los mismos ojos felinos que la bestia de su pesadilla.

## Planeamiento

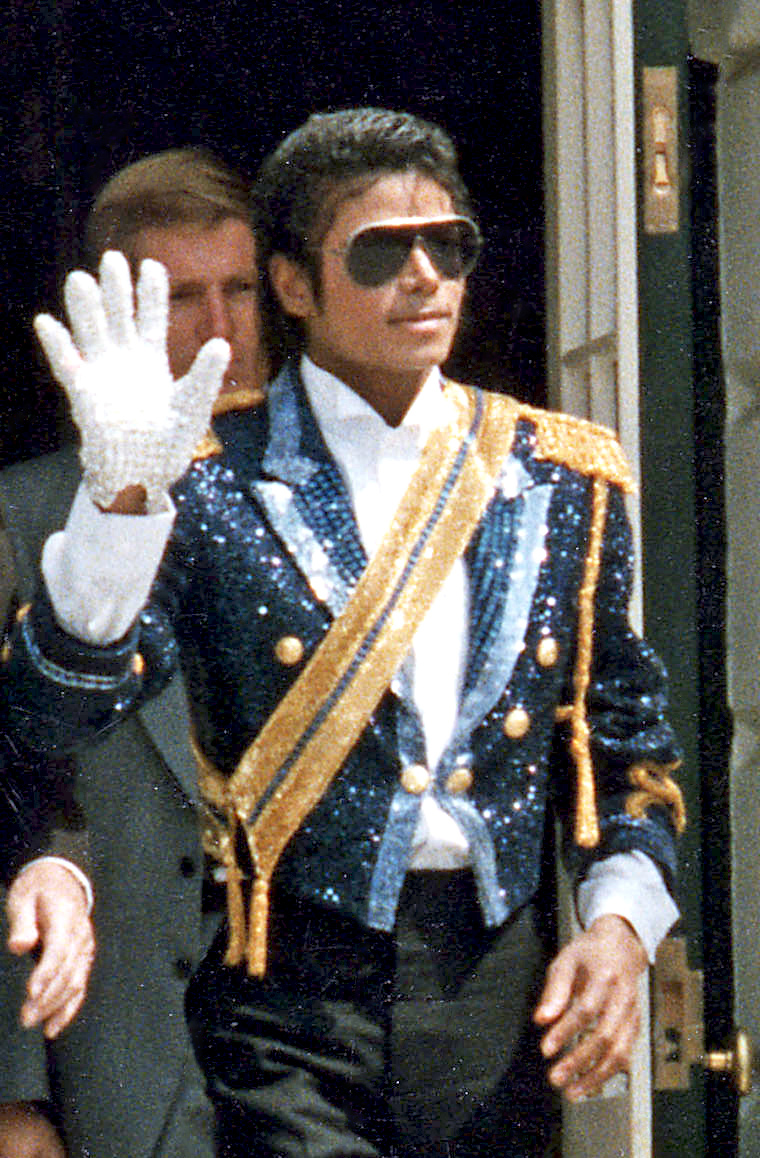
Michael Jackson en 1984.

El álbum Thriller de Michael Jackson salió a la venta en noviembre de 1982 bajo el sello de Epic Records y pasó cuatro meses en el puesto número uno del listado Billboard 200. De él derivaron los sencillos «The Girl Is Mine», «Billie Jean», «Beat It», «Wanna Be Startin' Somethin'», «Human Nature» y «P.Y.T. (Pretty Young Thing)», los cuales estuvieron entre los diez temas más populares de las listas musicales, un récord que ningún álbum había logrado antes.
En junio de 1983, la banda sonora de la película Flashdance desplazó a Thriller de la cima del Billboard 200. El álbum recuperó brevemente el puesto en julio, antes de ser desplazado nuevamente por Synchronicity, de The Police. Jackson, obsesionado por sus propias cifras de venta, instó a los ejecutivos de Epic, Walter Yetnikoff y Larry Stessel, a concebir un plan que devolviese el álbum a la cima de la lista.
«Thriller», una canción que alude a distintos elementos del cine de terror, no había sido planeada para su lanzamiento como sencillo, pues Epic la veía como poco más que otra canción del álbum; Yetnikoff, en particular, dudaba que alguien querría un sencillo con temática de monstruos. El mánager de Jackson, Frank DiLeo, sugirió hacer un video musical para el tema en cuestión y le dijo al cantante: «Es simple, todo lo que tienes que hacer es bailar, cantar y dar miedo». Según Vanity Fair, Jackson prefería las «fantasías benignas de estilo Disney donde la gente fuese amable y los niños estuvieran a salvo», lo que garantizaba un video de tono cómico-espeluznante en lugar de uno genuinamente terrorífico. De por sí, «Thriller» no abarcaba temas de ese tipo hasta haber sido reescrita por Rod Temperton, y originalmente se titulaba «Starlight».
A principios de agosto de 1983, después de ver la película de terror An American Werewolf in London (1981), Jackson se puso en contacto con el director John Landis. En ese momento, los directores de cine no dirigían videos musicales, pero Landis sintió intriga; quería hacer un corto cinematográfico en lugar de un video musical estándar y usar el estatus de celebridad de Jackson para darle a este formato un resurgimiento. A la vez, notó que las intenciones del cantante eran simples: convertirse en un monstruo al estilo de An American Werewolf in London. Landis y Jackson escribieron el guion, con una secuencia de baile coreografiado y grandes valores de producción en mente. El cantante quería que el resultado fuese «un estímulo para que la gente haga mejores videos o cortometrajes».

### Financiación
Existen informes contradictorios sobre cuánto costó producir Michael Jackson's Thriller, que afirman desde 800 000 hasta 1.1 millones USD. De acuerdo con Landis, el costo real fue de 500 000 —es decir, medio millón de dólares, cuando el costo normal de un video musical era diez veces menor; alrededor de 50 000—. Por lo tanto, trata del videoclip más caro hecho hasta ese entonces. El director contó que cuando llamó a Yetnikoff para proponerle el proyecto, este maldijo tan fuerte que tuvo que quitarse el teléfono de la oreja. Los ejecutivos de Epic tenían poco interés en hacer otro video para Thriller, pues creían que el álbum había alcanzado su punto máximo. Tanto ellos como su matriz CBS Records lo veían como una vanidad. Jackson propuso financiarlo él mismo, pero Landis se opuso, basándose en que este aún vivía con sus padres en su hogar de Encino. Finalmente, Epic contribuyó con solo 100 000 USD.
Inicialmente, las cadenas de televisión se negaron a financiar el cortometraje, pues compartían la opinión de que Thriller ya era «noticia del año pasado». El canal MTV, que en su aparente oposición a los artistas negros había sido forzado por CBS a transmitir los videos de «Billie Jean» y «Beat It», sostenía la política de no financiar videoclips y se negó a participar, pues esperaba que las compañías discográficas cubrieran tales costos. Mientras tanto, Landis y su productor George Folsey Jr. lograron un acuerdo con Walt Disney Studios para exhibir el cortometraje en algunos cines de Los Ángeles.
Para ayudar a financiar, Folsey sugirió hacer un documental de 45 minutos sobre la realización del cortometraje, y combinados darían como resultado una película de una hora, apta para venderla a los canales de televisión. El documental Making Michael Jackson's Thriller fue dirigido por Jerry Kramer e incluye videos de Jackson actuando en The Ed Sullivan Show y Motown 25: Yesterday, Today, Forever. Luego de que el canal Showtime se aventurase a aportar la mitad del presupuesto (250 000 USD a cambio de los derechos de transmisión en televisión de pago), MTV acordó pagar los 250 000 restantes, justificando este emprendimiento como el financiamiento de una película y no de un video musical. Jackson cubrió algunos costos adicionales, por los cuales fue remunerado. Según la revista Time, Vestron Music Video pagó 500 000 USD para distribuir Making Michael Jackson's Thriller en formato VHS. Esto era una práctica nueva, pues Vestron antes ofrecía dinero por tales derechos sin involucrarse directamente en la producción. La compañía debía producir más de 100 mil copias iniciales del videocasete, la orden más alta registrada hasta entonces para una producción no lanzada antes como película.

## Producción

### Reparto
Hay dos actores centrales en este cortometraje: Michael Jackson y Ola Ray, quienes pasan de ser una joven pareja de los años 1950 (personajes de un «filme dentro del filme») a dos adolescentes enamorados que abandonan la sala de cine en tiempos más modernos. En entrevista para Toronto Star, Landis comentó que el cantante tenía la personalidad de un niño de diez años y señaló las escenas de Making Michael Jackson's Thriller en las que se le ve tratarlo como a un pequeño de verdad. También afirmó que Jackson trabajó muy duro para materializar el cortometraje, lo que resultó «genial» para él como director.
Jennifer Beals, famosa por su papel en Flashdance, rechazó la oferta de interpretar el papel de novia. Ola Ray, de veintitrés años, captó la atención de Landis por contar con una actuación menor en la película 10 to Midnight (1983). Entre otras candidatas, destacó porque tenía «una gran sonrisa» y «estaba loca por Michael». El director no sabía que Ray había posado desnuda para la revista Playboy, un hecho que provocó reparos en Jackson antes de proseguir con ella en el papel. Luego de asegurarle que Ray era «una buena chica», Landis lo incentivó a improvisar con ella durante las filmaciones y a sacar su lado sexi, con tal de satisfacer a sus admiradoras y marcar una diferencia con sus años en The Jackson 5. Esta fue la primera vez que Jackson interactuó con una mujer en uno de sus videoclips; Ray afirmó que su química con él fue genuina, aunque no llegaron a tener una relación amorosa porque Jackson «gustaba realmente» de la actriz Brooke Shields.
Aunque la canción «Thriller» incluye la narración de Vincent Price, este no aparece en el cortometraje. Su papel como narrador, en palabras de Kobena Mercer, sirve para invocar «esa autoparodia semi-cómica del horror en la que se había convertido». De hecho, la película ficticia que Jackson y Ray ven el cine, Thriller, está protagonizada por Price, según lo anuncia la marquesina.

### Coreografía
Jackson creó el baile de los zombis junto con el coreógrafo Michael Peters, quien antes había coreografiado el videoclip de «Beat It». Peters conoció al cantante en 1976 y afirmó que fue sencillo trabajar con él, pues era un «bailarín natural» que le daba la bienvenida a los aportes de otros artistas. Jackson comentó que su objetivo principal era crear un baile con los movimientos correctos para que los zombis no lucieran cómicos. Él y Peters se reunieron en una habitación e hicieron caras en el espejo para imaginar la coreografía; el cantante a veces iba a los ensayos con maquillaje de monstruo en su rostro. Juntos incorporaron movimientos de jazz, gestos «repugnantes» y «nada demasiado ballet», en palabras de Jackson.
Peters fue quien reclutó a los veintidós bailarines profesionales que acompañan a Jackson en la coreografía, incluidos los cuatro que hacen pop & lock. Los ensayos tuvieron lugar en el estudio de baile de la actriz Debbie Reynolds —al norte de Hollywood— y duraron diez días. En su libro Thriller: The Musical Life of Michael Jackson (2010), Nelson George afirma que Peters tomó el típico caminar tiezo y tambaleante de los zombis (visto en películas como Dawn of the Dead) para crear «giros encorbados, pavorosas sacudidas de cabeza y pasos deslizados» que son «gráciles en su torpeza» y «campy por definición». Por su parte, el asistente de coreografía Vincent Peters comentó: «Creo que él [Peters] capturó muy bien los aspectos zombis del movimiento. Su coreografía tenía ritmos eclécticos, sentido del humor y conciencia de lo que se avecinaba en el mundo del baile».

### Maquillaje

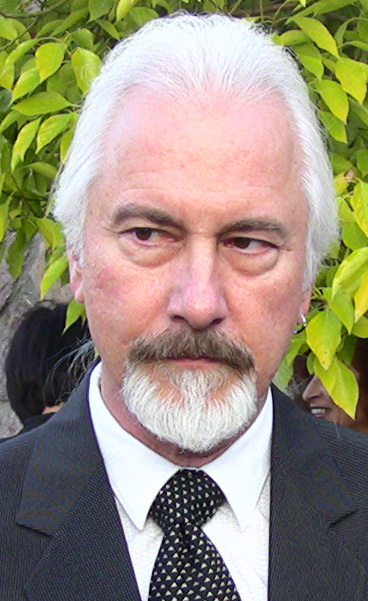
Rick Baker (2011), encargado del maquillaje y de los efectos especiales del video.

Para el video, Jackson quería transformarse en una bestia de cuatro patas similar a la de An American Werewolf in London, pero se llegó a la conclusión de que bailaría más comodamente como una bestia bípeda. Landis decidió que el cantante pasaría a ser un hombre lobo en el «filme dentro del filme», como le sucede a Michael Landon en I Was a Teenage Werewolf (de ahí también que la ambientación inicial sean los años 1950). El artista Rick Baker, ganador del Premio Óscar por el maquillaje de An American Werewolf in London, le mostró libros con fotografías de monstruos a Jackson y notó que este no había visto demasiadas películas de terror. Luego decidió convertirlo en un hombre gato, pues sentía que «algo felino» le quedaría mejor. Inicialmente pensó en una criatura similar a una pantera negra, pero en el proceso añadió orejas más largas y una melena más voluminosa. Landis le dio su aprobación al segundo boceto de Baker, pues sintió que era más certero con su idea de una criatura atractiva, en lugar de fea o desagradable.
El proceso de maquillaje fue captado en el taller de Baker con película de 16 milímetros para incluirlo en Making Michael Jackson's Thriller. Aquello comprendió hacer un molde de yeso con la cara de Jackson, ponerle lentes de contacto amarillos, dientes falsos, inflables de látex para el rostro y piezas de cabello sintético. Baker comparó su labor con la de ser un dentista: «[Los actores] tienen que sentarse quietos en una silla por horas mientras trabajas sobre ellos. Es incómodo». Durante esto aprendió que Jackson estaba acostumbrado a someterse a largas horas de maquillaje a raíz de su actuación como el Espantapájaros en la película The Wiz (1978). Dado que no tuvo tiempo de sobra (solo tres días desde que conoció a los bailarines hasta que se empezó a filmar), mantuvo el maquillaje de los zombis «bastante simple» y le dio más atención al aspecto cadavérico del cantante. El proyecto involucró a un grupo de veinte artistas dedicados a caracterizar a Jackson y su horda de muertos vivientes; algunos de ellos también se transformaron a sí mismos en zombis, incluido el mismo Baker.

### Vestuario

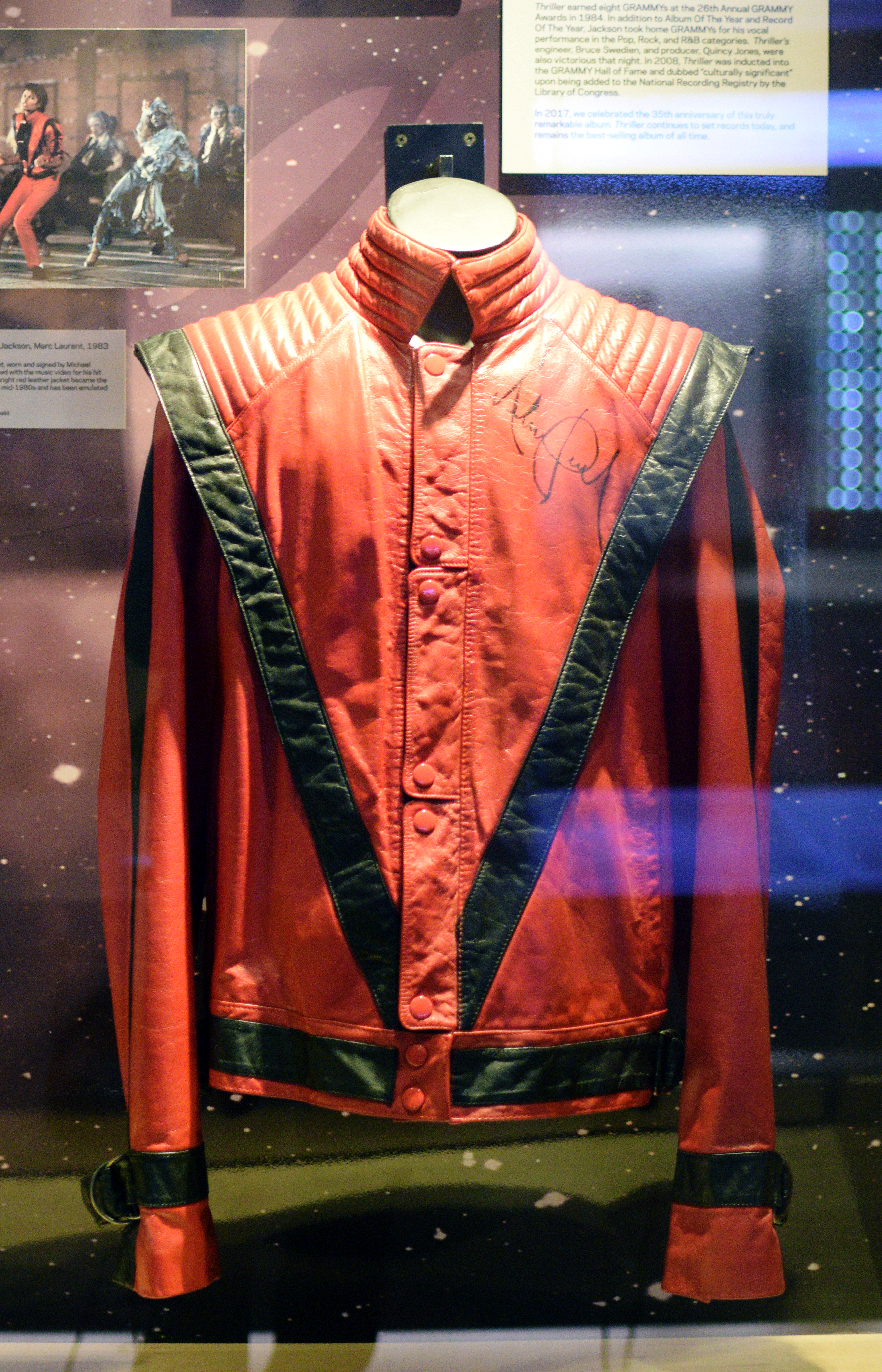
La chaqueta de Jackson en el Museo del Grammy (2020).

El vestuario principal es obra de Deborah Nadoolman, la esposa de Landis, quien anteriormente había diseñado la chaqueta de Indiana Jones en Raiders of the Lost Ark (1981). Nadoolman vistió a Jackson con ropa casual y a la moda que resultó cómoda para bailar, y en color rojo para que contrastara con la paleta oscura de la noche. Esto incluye la famosa chaqueta de cuero roja del cantante, cuyo diseño «reductivo» (sujeto a las limitaciones del color) se basa en dos puntos adicionales: hacer lucir masculino el cuerpo fino de Jackson (quien a sus veinticinco años tampoco era muy alto) y destacarlo entre el grupo de zombis que lo rodean, con sus hombros anchos y su frente en forma de V como si se tratase del uniforme de un superhéroe. A la vez, el cheurón puede representar al Diablo en la heráldica, mientras que las mangas con franjas negras convierten la V en una M. Jackson se puso sus propias medias y zapatos, con un estilo que «tomó directamente de Fred Astaire», señaló Nadoolman. Al lado de él, Ola Ray viste de azul brillante, una chaqueta con manchas de leopardo y un pantalón que le llega hasta las pantorillas, mientras que la indumentaria de los zombis —a cargo de la codiseñadora Kelly Kimball— consiste en prendas de segunda mano que fueron «rasgadas, destrozadas y artísticamente destruidas».

### Filmación
La filmación duró diez días y se llevó a cabo con película de 35 milímetros en siete locaciones o sets de la ciudad de Los Ángeles. Toda persona involucrada en la producción tuvo que firmar un contrato de confidencialidad para mantener el rodaje en secreto, e incluso se imprimieron mapas con ubicaciones falsas para que los infiltrados de la prensa no dieran con las ubicaciones reales. Una multitud de fanes se acercó a uno de los lugares de filmación, pero se mantuvo detrás de una barrera vigilada por asistentes de Landis. Algunas figuras del entretenimiento visitaron los sets, tales como Marlon Brando, Fred Astaire, Rock Hudson y Jacqueline Kennedy Onassis. El camarógrafo Brian Greenberg mencionó que esta producción fue mucho más grande que la de «Beat It», por contar con un director de cine cubriéndola «al viejo estilo de Hollywood» y una estructura más cercana a la de una película: principio, medio y final.
En una toma inicial, ambientada en los años 1950, Jackson estaciona un auto convertible Chevy de color blanco. Más adelante sufre su metamorfosis en hombre gato; la escritora Stacey Appel señala que el resultado es una reproducción casi cuadro por cuadro de la escena de transformación de An American Werewolf In London. Afuera del Palace Theatre, donde Jackson y Ray interpretan a adolescentes de la era moderna, se puede ver el nombre de Vincent Price en la marquesina y pósteres de las películas House of Wax (de 1953, protagonizada por Price) y Schlock (de 1973, dirigida por Landis). La escena en que los muertos se reaniman y salen de sus tumbas, ambientada para lucir oscura y brumosa, se rodó en una planta empacadora de carne ubicada al este de la ciudad. Igualmente, el baile de los zombis se filmó en un punto ubicado entre las calles Union Pacific Avenue y South Calzona Street, mientras que la escena clímax, donde Ray es acorralada en una casa abandonada, fue rodada en el 1345 Carroll Avenue del vecindario Angelino Heights, en Echo Park.

### Posproducción
Luego de terminar la filmación, Landis y Folsey se dedicaron a editar el material resultante durante varias noches en un lote de Universal Studios, con Jackson como acompañante. Las tomas originales no incluían otro sonido aparte de algunos diálogos y la canción «Thriller», que en el video tiene una mezcla diferente que supera los cinco minutos originales. Por ello, el editor de sonido Mike Wilhoit reunió a algunos de los bailarines en un estudio de grabación para obtener el sonar de sus pisadas. Para el efecto «aterrador y extraño» de los zombis, sus voces se cambiaron, se invirtieron o se reprodujeron más lento, mientras que la música incidental quedó a cargo del compositor Elmer Bernstein.
En el proceso de edición, Landis se dio cuenta de que solo tenía veintiséis minutos de metraje para Making Michael Jackson's Thriller (o como él solía llamarle, The Making of Filler o «La creación del relleno»). Por ello visitó a la madre de Jackson, Katherine, para indagar en los videos caseros de la familia. El documental incluye imágenes filmadas en 8 milímetros de Jackson bailando alegremente a los cinco años, por lo que, en retrospectiva, Landis se refirió al resultado como «una celebración de Michael de una manera que nunca antes se me había ocurrido», que en su momento había visto como una táctica «descarada».

## Estreno
| «Lo repetíamos cada hora y anunciabamos cuando saldría al aire otra vez: “Thriller está a una hora de distancia”, “a cincuenta minutos”, “a treinta minutos”. Irónicamente, no habríamos ido tan lejos, ni nos habríamos involucrado tanto, si no hubiese sido por las críticas de Rick James de que no transmitíamos artistas negros. Thriller trajo a las personas a MTV por primera vez, y los hizo quedarse para mirarlo una y otra vez». —Les Garland, cofundador de MTV. |

El cortometraje tuvo una premier privada en el Crest Theatre de Los Ángeles el 14 de noviembre de 1983, a la que asistieron celebridades como Prince, Diana Ross, Warren Beatty y Eddie Murphy. Como antesala se proyectó el corto animado The Band Concert (1935), protagonizado por Mickey Mouse. Jackson, cuyos asociados aseguran que era muy tímido, se quedó en la cabina de proyección y rechazó la invitación de Ray de unirse a la audiencia. Los asistentes le dieron una ovación de pie al cortometraje y demandaron una repetición. Ante la insistencia de Murphy (quien gritó «¡muestra la maldita cosa otra vez!»), la proyección se efectuó nuevamente.
Tras semanas de avances hechos para generar anticipación, el video se estrenó en MTV junto con el documental Making Michael Jackson's Thriller el 2 de diciembre de 1983. Luego solió emitirse un promedio de cinco veces al día (incluso dos veces por hora, según Los Angeles Times) y el canal registró porcentajes de audiencia hasta diez veces superiores a la cuota habitual de 1.2 %, según su cofundador Les Garland. En diciembre 23, el video salió al aire por primera vez en televisión comercial a través de la cadena NBC, en su programa Friday Night Videos. Vestron puso Making Michael Jackson's Thriller a la venta en VHS desde el 14 de diciembre, al precio de 29.95 USD. El videocasete, que también incluía el cortometraje completo, ya era la séptima videocinta más vendida en Estados Unidos al final de ese mes, según la revista Billboard. Por su parte, Showtime transmitió el documental un total de seis veces durante febrero del año siguiente.
Ya que los cortometrajes requerían proyecciones en salas de cine durante al menos una semana para poder ser candidatos a los Premios Óscar, Landis consiguió que Michael Jackson's Thriller se proyectara antes del filme Fantasía (1940) en un cine de West Village (Los Ángeles), pero no obtuvo la nominación. El equipo de Disney lo consideró un «experimento exitoso», aunque «hubo algunas quejas de madres cuyos hijos se asustaron con la secuencia del hombre lobo en Thriller». De acuerdo con Michael London de Los Angeles Times, los miembros del comité votante de la Academia eran personas de «mentalidad convencional» entre la edad de 60 y 70 años que buscaban «historias con impacto emocional». En contraste, los videos musicales aún eran vistos como «emprendimientos comerciales» hechos con la intención de vender discos, que apenas empezaban a brindarle oportunidades de empleo a los productores de cortometrajes.

### Reestreno en 3D

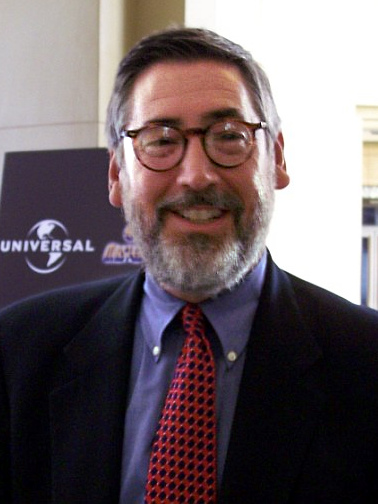
El director John Landis (2005) se involucró en la conversión a 3D del video.

Thriller 3D se estrenó durante la 74.ª edición del Festival de Cine de Venecia en septiembre de 2017, acompañado por el documental Making Michael Jackson's Thriller, que jamás había sido proyectado en salas de cine ni se había editado nuevamente desde su lanzamiento original en VHS. El proceso de conversión a tres dimensiones comprendió restaurar los negativos originales de 35 milímetros, generar imágenes nuevas y aislar elementos como cabellos u hojas de los árboles para que resaltaran. John Landis aprovechó esta oportunidad para explotar momentos que no habían sido compuestos con la tecnología 3D en mente, tales como un plano de luna llena o del hombre gato inclinándose hacia adelante desde la perspectiva de Ola Ray. Además, el sonido pasó de estar en el estéreo estándar de dos canales al moderno sistema Dolby Atmos.
Esta versión también se proyectó en el Festival Internacional de Cine de Toronto, seguido de otra premier en el Grauman's Chinese Theatre de Hollywood, con la presencia de Landis, Ray y los padres de Jackson. En septiembre de 2018 se exhibió en formato IMAX 3D por una semana, tanto en ciudades de Estados Unidos como de México, precediendo a la película The House With a Clock in Its Walls.

## Recepción inicial
Tras el estreno del video, se vendieron un millón de copias adicionales de Thriller, que hasta hoy es el álbum más vendido de todos los tiempos. En los MTV Video Music Awards de 1984, Michael Jackson's Thriller fue galardonado en las categorías de elección de la audiencia, mejor interpretación general y mejor coreografía, además de haber estado nominado a mejor video conceptual, mejor video masculino y video del año. El éxito transformó a Jackson en una figura dominante en la cultura popular alrededor del mundo y cimentó su estatus como el «rey del pop». Para Michiko Kakutani de The New York Times, el cantante estaba haciendo «musicales en miniatura» que le proporcionaban «la exhibición perfecta para sus talentos».
Los diarios de la época publicaron reseñas diversas. El periodista Anthony Violanti escribió: «El argumento de Thriller es trillado y predecible, y la actuación de Jackson es solo aceptable. Cuando canta y baila, sin embargo, él solo convierte toda la producción a una forma de arte especial». Tom Shales de The Washington Post lo llamó «decepcionante como filme», aunque sea «un deleite» como «artefacto Jacksoniano». Según él, «la decepción crucial del video es que [Jackson] cae víctima de los conceptos trillados del director John Landis, cuyo objetivo aquí parece ser reciclar material obsoleto de su película An American Werewolf in London».
De modo similar, el periodista Ken Tucker opinó que «Landis parece haber estado tan ocupado supervisando los efectos especiales que no se molestó en idear un estilo visual original». John Rockwell de The New York Times también lo halló poco estilizado y «no muy aterrador». Mientras tanto, Jeff Guinn de Fort Worth Star-Telegram lo llamó «un momento de genialidad» que es «más que un mero video de rock», capaz de estremecer y dar más risa que otros filmes de larga duración. Además, la revista Time lo clasificó como uno de los veinte mejores videos musicales de 1983, al lado de «Billie Jean» y «Beat It» como «las obras recopiladas del maestro más joven del soul».
Según Shales, Michael Jackson's Thriller «elevó los videos musicales a un nuevo nivel de aventurerismo y respetabilidad» al ser quizás «el cortometraje más esperado y más comentado hecho jamás» desde The Great Train Robbery (1903). Violanti también afirmó que Jackson estaba «liderando la revolución» que convertiría la música rock en un medio visual, algo «irónico considerando los problemas que tenían los artistas negros para entrar en MTV cuando este canal de música empezó».
Michael London de Los Angeles Times consideró difusa la línea entre el estatus como cortometraje y video musical, en vista de la posible nominación a los Premios Óscar. La cineasta Tamar Simon Hoffs expresó: «Cuando vi el anuncio [de Thriller], pensé: “Vaya, los grandes por fin están haciendo cortometrajes“». Mientras tanto, Shelley Levinson (una miembro del comité de selección de cortometrajes de la Academia) afirmó en 1983 que «algunas de las cosas más creativas» se estaban haciendo en el medio de los videos musicales. Un portavoz del canal HBO discrepó: «Lo llaman cortometraje, pero en su mayor parte, es un video largo».

### Reacción de los Testigos de Jehová
Dos semanas antes del estreno, Jackson llamó a su consejero John Branca en un estado de pánico para ordenarle que destruyera los negativos del cortometraje y así evitar su excomunión de los Testigos de Jehová, luego de que estos lo acusaran de promover la demonología. Branca, John Landis y George Folsey Jr. decidieron proteger el material con gran recelo dentro de un cajón. Tras un periodo de decaimiento emocional, Jackson se retractó de aquella orden y tomó el consejo de añadir un descargo de responsabilidad al principio del video, con el que afirma lo siguiente:

En inglés:
Due to my strong personal convictions, I wish to stress that this film in no way endorses a belief in the occult.
—Michael Jackson
Traducción:
Debido a mis fuertes convicciones personales, deseo enfatizar que esta película de ninguna manera respalda una creencia en el ocultismo.
—Michael Jackson

Los medios en inglés hicieron eco de la inconformidad que sentían los Testigos de Jehová por las actividades «mundanas» de Jackson y de la posibilidad de que fuese excomunicado. En septiembre de 1984, la periodista Barbara Zigli escribió sobre el cantante: «A pesar de su imagen sana y la abstinencia a las drogas, el alcohol y el sexo, su aura de superestrella es contraria a la imagen que los Testigos, quienes se oponen a la música rock, el baile sensual y la idolatría, buscan encarnar».
De acuerdo con Ari L. Goldman de The New York Times, Jackson era el practicante de los Testigos de Jehová más famoso en ese entonces, aunque «los predicadores fundamentalistas de todas las religiones han advertido durante mucho tiempo sobre los males de la cultura contemporánea», incluidos los videos musicales. Consistente con esto último era la postura «contra los demonios, los diablos y la magia», elementos intrínsecos de Michael Jackson's Thriller.
Para septiembre de 1984, Jackson había dejado de interpretar «Thriller» durante la gira Victory y en una declaración para la revista Awake! (publicada por la organización Watch Tower Bible and Tract Society of Pennsylvania) aseveró que nunca más haría un video como el de dicha canción: «Me doy cuenta de que fue una mala idea [...] Se han producido todo tipo de cosas promocionales para “Thriller”, pero les digo “No, no, no”. No quiero hacer nada con “Thriller”. No más “Thriller”». Además, prometió bloquear la distribución del cortometraje donde pudiera, en vista de que «muchas personas estaban ofendidas».
Para junio de 1987, el cantante había renunciado oficialmente a los Testigos de Jehová, un acto que para la organización es «peor que ser expulsado», según el escritor y practicante Gary Botting. Un representante de la congregación Woodland Hills no dio motivos sobre la renuncia, al igual que el mánager de Jackson, Frank DiLeo. Landis, quien afirma haber escrito el descargo de responsabilidad con la firma del cantante, observó que la polémica tuvo un efecto positivo al generar conversación en torno al cortometraje.

### Catalogado como violento
En diciembre de 1984, la Coalición Nacional de Violencia en Televisión (o NCTV, por su sigla en inglés) revisó al menos 200 videos de MTV y clasificó más de la mitad como demasiado violenta. Esto incluía a Michael Jackson's Thriller como el «peor» de todos por contener, según la coalición, 27 actos de este tipo, incluso violencia «sádica» contra el personaje de Ola Ray, quien es perseguida y presumiblemente asesinada fuera de pantalla. El presidente de NCTV, Thomas Radecki, dijo: «No es difícil imaginar a los jóvenes espectadores después de ver Thriller diciendo: “Cielos, si Michael Jackson puede aterrorizar a su novia, ¿por qué no puedo hacerlo también?”». Saleem Handal, el director general de la coalición, añadió: «Sí, me sorprende, porque los Jackson dicen que donan cosas a la caridad. Quizás no tienen la intención de poner este tipo de tema allí. Simplemente lo sacamos a la luz para que piensen en ello y en lo que están haciendo».

## Legado
De acuerdo con Phil Hebblethwaite de The Guardian, el video de «Thriller» selló la posición de MTV como una fuerza cultural importante, ayudó a eliminar las barreras puestas contra los artistas negros, revolucionó la realización de videos musicales, popularizó los documentales sobre la producción e impulsó la venta y alquiler de cintas VHS. El director de videos musicales Brian Grant lo reconoció como el punto de inflexión que convirtió a este formato audiovisual en una verdadera industria. Nina Blackwood, una ex VJ de MTV, dijo que los valores de producción de los videoclips mejoraron mucho después de Michael Jackson's Thriller: «Miras esos primeros videos y eran sorprendentemente malos», comentó. John Taylor, bajista de Duran Duran, aseveró que «después de Michael Jackson, cuando los artistas estadounidenses entendieron la potencia de un video bien pensado», todos los videos musicales se volvieron más caros de producir.
De igual modo, Slant Magazine afirmó que «nunca antes un video musical, una herramienta de márquetin carente de arte hasta ese momento, había empleado la trama, el vestuario y la cinematografía tan extensamente como Michael Jackson's Thriller». Ted Gioa, en su libro Music: A Subversive History (2019), comenta que Jackson y Madonna «anticiparon las reglas del compromiso con la audiencia de finales del siglo XX con claridad profética», en el caso del primero por haber creado «el espectáculo de danza que destaca como el cortometraje más innovador de aquel periodo». Por su lado, Rick Baker mencionó que el video en cuestión se convirtió en uno de los proyectos más reconocidos por la gente en su trayectoria como maquillador y creador de efectos especiales en Hollywood.
Cuando VH1 lo seleccionó como el mejor video musical de todos los tiempos en 2001, Vinny Marino de ABC News lo vio como «una obviedad», puesto que «sigue siendo considerado como el mejor video de la historia por casi todo el mundo», aunque «después de todo, Thriller es un cortometraje». Gil Kaufman de MTV lo llamó icónico, pionero y «uno de los legados más perdurables de Jackson», pues se trata de «la minipelícula que revolucionó los videos musicales» y «consolidó el estatus de Jackson como una de las estrellas del pop más ambiciosas e innovadoras de todos los tiempos». La revista Billboard afirmó que, luego de este audiovisual, el estreno de casi todo video de Jackson se convirtió en un evento, siendo clave para ello su duración de catorce minutos y los cameos de celebridades como Vincent Price. En 2014, la revista Rolling Stone afirmó que «Thriller fue el momento más importante en la televisión musical» desde que The Beatles actuó en el programa de Ed Sullivan, además de catalogarlo como el mejor video en la carrera solista de Jackson.

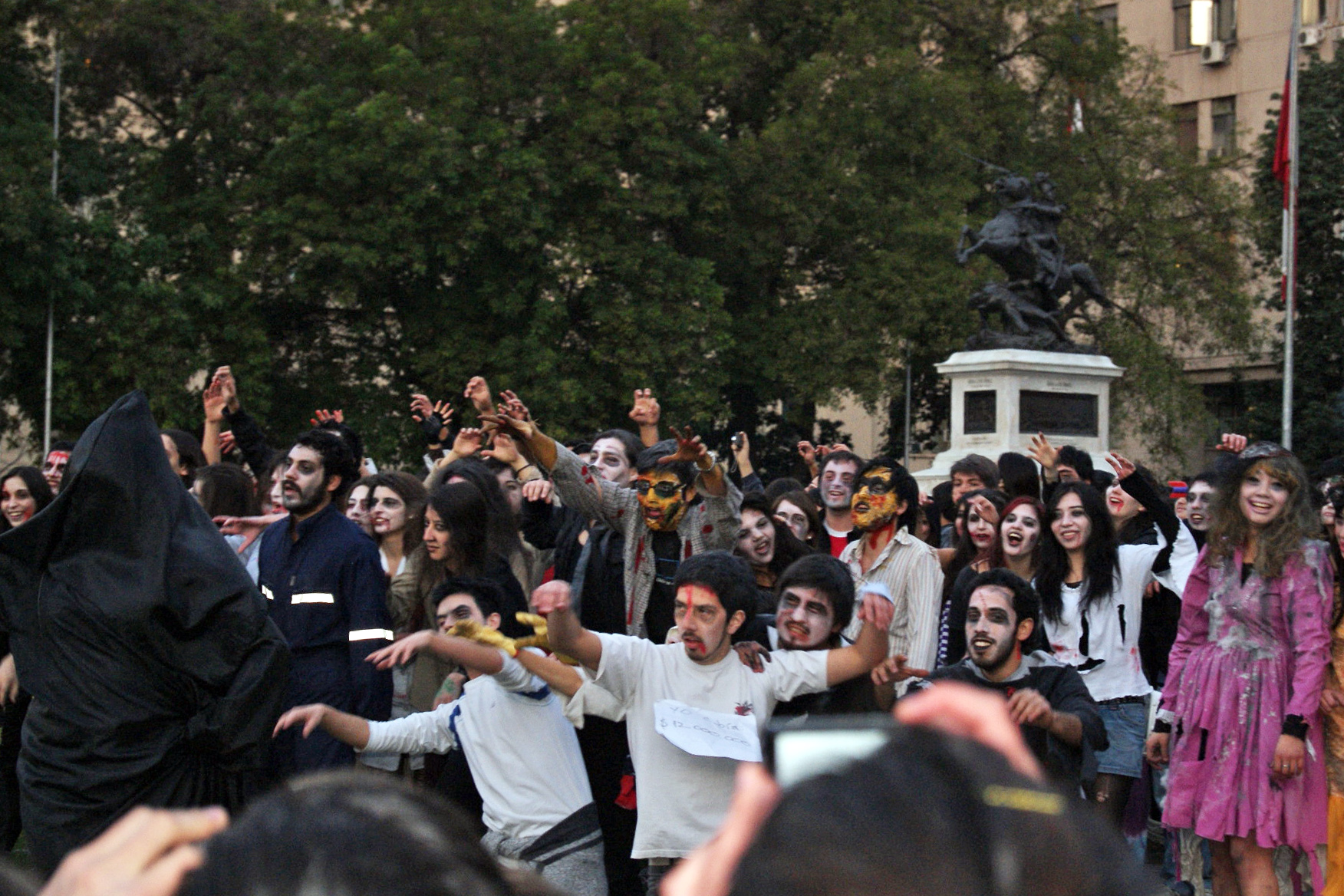
Flashmob con la coreografía de «Thriller» durante la movilización estudiantil en Chile de 2011.

La chaqueta de cuero roja diseñada por Deborah Nadoolman se convirtió en un ícono de la moda y ha sido ampliamente emulada, e incluso ella la catalogó como una de sus creaciones más finas. Una de las que el cantante usó en el cortometraje, vendida en una subasta por 1.8 millones USD en 2011, se exhibió temporalmente en el Salón de la fama del Rock & Roll de Austin (Texas) en 2022. También existe una versión diseñada por Dennis Tompkins y Michael Bush para los conciertos subsecuentes de Jackson.
La canción «Thriller» también ha estado estrechamente asociada con la temporada de Halloween. En noviembre de 2016, el entonces presidente de Estados Unidos Barack Obama y la primera dama Michelle Obama bailaron el tema junto con un grupo de estudiantes en un evento de la Casa Blanca. El baile de los zombis más multitudinario, acreedor de su propio Récord Guiness, se realizó en la Ciudad de México en 2009 e incluyó a más de 13 597 personas. «Thriller» también es popular en YouTube, donde su video oficial superó las 1 mil millones de reproducciones en septiembre de 2024. Esta plataforma también aloja videos de usuarios que han recreado la coreografía. Uno de ellos muestra a más de 1500 presos de Filipinas realizando el baile de los zombis y, hasta 2010, había recibido 41 millones de visitas. Una referencia en el cine corresponde a la película 13 Going on 30 (2004), donde el personaje de Jenna (Jennifer Garner) es entusiasta por la coreografía de «Thriller». Landis dijo: «No es un baile difícil de hacer. Está económicamente coreografiado; hay como cuatro movimientos que cualquiera puede hacer. Harías ese gesto con los brazos y todos sabrían que ese es el baile de “Thriller”».
El videojuego Plants vs. Zombies de PopCap Games contenía una referencia a Michael Jackson's Thriller en su lanzamiento original de mayo de 2009 (un mes antes de la muerte de Jackson). El enemigo Dancing Zombie (o Zombi Bailarín) originalmente se parecía al cantante con su chaqueta roja y convocaba a varios zombis bailarines de respaldo. La descripción del personaje parafraseaba el descargo de responsabilidad que cierra el video de «Thriller»: «Cualquier parecido entre Dancing Zombie y personas vivas o muertas es pura coincidencia». El patrimonio de Jackson se opuso al Zombi Bailarín por su gran parecido con el cantante, por lo que PopCap, en una «decisión de negocios», reemplazó tanto a este personaje como a sus acompañantes con zombis genéricos que bailan música disco.

### Declarado tesoro cultural de Estados Unidos
El 30 de diciembre de 2009, Michael Jackson's Thriller se convirtió en el primer video musical seleccionado para su preservación en el Registro Nacional de Cine de la Biblioteca del Congreso de Estados Unidos, junto con otras veinticuatro películas de diferentes décadas. Con esto, la Biblioteca declaró su valor «cultural, histórico y estético» y lo describió como «el video musical más famoso de todos los tiempos» y una «fastuosa producción» que «revolucionó la industria de la música». Del mismo modo, señaló que estas obras no son seleccionadas como las mejores de la historia estadounidense, sino como tesoros de «importancia perdurable» para la cultura del país. El coordinador de la Junta Nacional de Preservación de Cine, Steve Leggett, dijo que el video había sido considerado para su preservación durante años, pero fue elegido principalmente por la muerte de Jackson en junio de 2009.

## Premios y nominaciones
| Nominación                                          | Resultado |
| --------------------------------------------------- | --------- |
| Mejor interpretación general: Michael Jackson       | Ganador   |
| Elección de la audiencia: Michael Jackson           | Ganador   |
| Mejor coreografía: Michael Jackson y Michael Peters | Ganador   |
| Video del año: Michael Jackson                      | Nominado  |
| Mejor video masculino: Michael Jackson              | Nominado  |
| Mejor video conceptual: Michael Jackson             | Nominado  |

| Nominación                                         | Resultado |
| -------------------------------------------------- | --------- |
| Video musical favorito: Michael Jackson's Thriller | Ganador   |

| Nominación                                                   | Resultado |
| ------------------------------------------------------------ | --------- |
| Video musical más vendido: Making Michael Jackson's Thriller | Ganador   |

| Nominación                                              | Resultado |
| ------------------------------------------------------- | --------- |
| Mejor álbum en video: Making Michael Jackson's Thriller | Ganador   |

## Pleitos por las regalías
Por su contribución a la canción «Thriller», Vincent Price recibió un disco de oro y dos de platino que reconocían las ventas del álbum de Jackson, además de una paga menor a los 1000 USD. Molesto por no haber recibido un pago mayor, y en vista de que Thriller se había convertido en un éxito millonario, se quejó con Landis de que el cantante no respondía sus llamadas. Según su hija Victoria, el actor jamás aseguró un contrato para obtener regalías por la canción.
Landis demandó a Jackson en enero de 2009, alegando que no había recibido el 50 % de las ganancias que el video le había generado al cantante y su compañía Optimum Productions. El productor George Folsey Jr. también se unió a este reclamo por su parte de los beneficios. Jackson murió en junio de ese año, en medio de varios problemas financieros, por lo que la demanda recayó después en sus albaceas John Branca y John McClain. La disputa se resolvió en 2012, cuando los herederos del cantante afirmaron que habían hecho el dinero suficiente para pagar la deuda de 2.4 millones USD. En 2013, Landis comentó: «Mi problema era con la empresa de Michael, y la empresa de Michael estaba mal administrada. Lo estuve demandando durante catorce años».
Ola Ray también se quejó de problemas con el cobro de sus regalías. Según ella, su primer pago por el video —además de los 2500 hechos en su momento— llegó en 1985, casi dos años después de haberlo filmado. Ray demandó a Jackson el 6 de mayo de 2009, menos de dos meses antes de que este muriera. En 2013 llegó a un acuerdo con sus herederos por la cantidad de 75 000 USD, de los cuales recibió 55 000, mientras que el resto fue para su abogado.